# Dekanat Knyszyn
Dekanat Knyszyn – jeden z 13 dekanatów rzymskokatolickich należący do archidiecezji białostockiej.

## Parafie
W skład dekanatu wchodzi 7 parafii:
- parafia NMP Królowej Polski w Boguszewie
- parafia św. Wawrzyńca w Dolistowie
  - Dolistowo – kościół parafialny pw. św. Wawrzyńca
- parafia Najświętszego Serca Pana Jezusa w Jaświłach
  - Jaświły – kościół parafialny pw. Najświętszego Serca Pana Jezusa
- parafia św. Anny w Kalinówce Kościelnej
  - Kalinówka Kościelna – kościół parafialny pw. św. Anny
  - Bagno – kościół filialny pw. Miłosierdzia Bożego
- parafia św. Jana Apostoła i Ewangelisty w Knyszynie
  - Knyszyn – kościół parafialny pw. św. Jana Apostoła i Ewangelisty
- parafia MB Miłosierdzia w Krośnie
- parafia Narodzenia NMP w Krypnie
  - Krypno – kościół parafialny Kolegiata Narodzenia Najświętszej Maryi Panny

jako – sanktuarium Kolegiata Matki Bożej Pocieszenia

## Władze dekanatu

### Dotychczasowi dziekani
- ks. kan. Szczepan Zagórski (1998–2013)

### Aktualne władze dekanatu
- Dziekan: ks. kan. Grzegorz Bołtruczuk
- Wicedziekan: ks.kan. Wiesław Wojteczko
- Ojciec duchowny: ks. Tadeusz Rutkowski

## Historia dekanatu
Najstarszym dekanatem na terenach obecnej archidiecezji białostockiej był powstały w początkach XVII wieku dekanat knyszyński, a najstarszymi parafiami są: powstała przed rokiem 1430 parafia św. Agnieszki w Goniądzu i św. Apostołów Piotra i Pawła w Trzciannem (przed 1496) (aktualnie należące do dekanatu Mońki) oraz parafia św. Wawrzyńca w Dolistowie (z 1500) pozostająca aktualnie w granicach dekanatu knyszyńskiego. Sąsiednimi dekanatami były między innymi dekanat: augustowski, grodzieński.
W najdawniejszym pisanym źródle określającym granice Mazowsza i Litwy z roku 1358 wzmiankowana jest mazowiecka osada pod nazwą "Targowisko" – Dolistowo leżącą nad rzeką Biebrzą u ujścia rzeki Netty posiadająca obiekt sakralny. Wyraźne odsyłanie do benedyktyńskiej misji chrystianizacyjnej w tym regionie świadczy wezwanie kościoła – św. Wawrzyńca Biskupa w Dolistowie, którą prowadził na tych terenach mnich św. Brunon z Kwerfurtu jeszcze przed rokiem 1009 na życzenie Bolesława Chrobrego.
W roku 1784 do dekanatu Knyszn należały parafie; Knyszyn, Choroszcz, Chodorówka, Juchnowiec Kościelny, Janówka, Korycin i Kalinówka Kościelna.
Dekanat aż do 5 czerwca 1991 r. należał do wydzielonej części archidiecezji wileńskiej, pozostającej w granicach Polski.
 Podczas wizyty papieża Jana Pawła II w Białymstoku, (IV pielgrzymka do Polski w roku 1991} ustanowił diecezję białostocką i dekanat Knyszyn znalazł się automatycznie w jej granicach. Archidiecezja białostocka została ustanowiona przez Ojca Świętego w dniu 25 marca 1992 roku bullą Totus Tuus Poloniae Populus.

## Sąsiednie dekanaty
Białystok – Bacieczki, Kobylin (diec. łomżyńska), Korycin, Lipsk (diec. ełcka), Mońki, Rajgród (diec. ełcka), Wasilków